# Костинский, Андрей Валериевич
Костинский Андрей Валериевич (15 мая 1969, Харьков, Украина) — украинский поэт, культуртрегер. Автор книг «Аритмия», «Іоголь», «Репетиция рассвета», «Ll». Пишет на украинском и русском языках.

## Творчество и публикации
Родился в 1969 году в Харькове. Окончил Национальный юридический университет и философский факультет Харьковского национального университета.
Автор книг «Аритмия», «Іоголь», «Репетиция рассвета», «Ll», «Дом погибший мой» Стихи переведены на английский, китайский, испанский, армянский, иврит, каталанский, греческий, вьетнамский, польский, белорусский и урду.
Член жюри и участник украинских литературных фестивалей: им. М.А.Волошина (Коктебель, 2012), «Подкова Пегаса» (Винница, 2013), «Чеховская осень» (Ялта, 2013), «Провинция у моря» (Одесса, 2013-2017), «Всеукраинский фестиваль авторской песни Осенний Эсхар» (2015), «Листоверт» (Полтава, 2017-2018).
Организатор таких фестивалей как "Авалгард", «Лава-in-fest», "Фокус" (совместно с Национальной Юридической Академией Украины), "Харьковград", а также соорганизатор фестиваля Аваllгард совместно с Екатериной Деришевой.
Лауреат фестиваля-конкурса «Молодая Слобожанщина» (2009), лауреат конкурса переводов Чеслава Милоша, Лауреат премии журнала Западное побережье за 2022 год.
Публиковался в журналах "Interpret", The Cafe Review, «128 lit», «Poémame», «Red times», «ROAR», FreeAllWords, «Вестник Европы», «Слово\Word», «Точка зрения», «נקודתיים», «Артикуляция», «Западное побережье», «Дети Ра», «Топос», «Березіль», «Графит», «Южное сияние» и «Каштановый дом».
В антологиях «На языке тишины», «Воздушная тревога», «NO WAR — ПОЭТЫ ПРОТИВ ВОЙНЫ», «KOŃCA ŚWIATA NIE BĘDZIE», «Ο ΘΑΝΑΤΟΣ ΕΡΧΟΤΑΝ ΠΡΟΣ ΤΟ ΜΕΡΟΣ ΜΟΥ ΠΕΤΩΝΤΑΣ», "Disbelief - 100 Russian Anti-War Poems", "Dislocation", в антологии Тартуского поэтического
фестиваля им. В. А. Жуковского "Время мы", "Харківщина: поезія днів і ночей війни". 

## Цитаты
Естественным образом отталкиваясь от поэтики футуризма (неслучаен и выход журнала Костинского «Лава», посвященного визуальной поэзии, начиная с Крученых и Каменского), поэт в рамках игры следует с одинаковой увлеченностью и за, например, Дмитрием Александровичем Приговым и Львом Рубинштейном, и за, скажем, Вадимом Степанцовым и Виктором Пеленягрэ. Соединяя архаику с новаторством — все же исконный футуризм, исповедуемый, например, Шершеневичем, ему ближе, — на ранних этапах творчества он выводил эксперимент за рамки поэзии.
— Владимир Коркунов
Корневым для поэтики Костинского приёмом являются разного рода фиксации простроенности мира, описываемого с любой концентрацией языковой игры: малой, как в самом длинном тексте книги «Дом», зиждущемся на передаче тактильных ощущений от лестниц, бетонных плит, лифта, балконов и т. п., или в не менее тактильных лирических миниатюрах («крапивный ветер коснулся тела — / гусиная кожа»), а порой и в более насыщенном сдвигологическом растворе, но имеющем свою отчётливую специфику, как в тексте под названием «Распястье»:

утоннувшийся день тугоплавким закатом тельцел / на плечевьях земли изгибалось его коромысло / и глядел иглоделатель в хитростный корнеприцел / и в вонзившейся в тело возникшее для распястья / отшиповной игле домешан был сладенький яд / что однажды о каждой молекуле вспомнит прамастер / промасливший когда-то рельсы зеркальному я
— Дарья Суховей
Рисунки проявляются из незначительных отличий «перемешаться»-«перемещаться», из слепых линий: тень проявленная в фотолаборатории Эти словообразования напоминают разветвляющиеся строки Александра Горнона, проявленные на минималистском уровне. Здесь: «до ут/ра/зве» — разве досидим до утра?
— Татьяна Бонч-Осмоловская